# Юргінське сільське поселення
Юргі́нське сільське поселення (рос. Юргинское сельское поселение) — муніципальне утворення у складі Юргінського району Тюменської області, Росія.
Адміністративний центр — село Юргінське.

## Населення
Населення — 5275 осіб (2020; 5297 у 2018, 5224 у 2010, 5324 у 2002).

## Склад
До складу поселення входять такі населені пункти:
| Населений пункт        | Населення, осіб (2002) | Населення, осіб (2010) |
| ---------------------- | ---------------------- | ---------------------- |
| Заворуєва, присілок    | 45                     | 54                     |
| Заозерна, присілок     | 216                    | 194                    |
| Количева, присілок     | 5                      | 3                      |
| Нова Деревня, присілок | 82                     | 79                     |
| Палецька, присілок     | 250                    | 267                    |
| Чурина, присілок       | 90                     | 81                     |
| Юргінське, село        | 4636                   | 4546                   |